# Mervans
Mervans est une commune française située dans le département de Saône-et-Loire, en région Bourgogne-Franche-Comté.

## Géographie
Mervans fait partie de la Bresse bourguignonne, dans le département de Saône-et-Loire.

### Hameaux
Il y a de nombreux hameaux dans ce village : la Barre, la Blaude, le Breuil, le Burteau, Buxy, Charmois, Gouge, la Griffonnière, le Martret, le Reversey, Saint-Claude, Toulouse, la Tuilerie, le Vernois…

### Accès et transports
La gare de Mervans est une gare ferroviaire de la ligne de Dijon-Ville à Saint-Amour. C'est une halte ferroviaire de la Société nationale des chemins de fer français (SNCF), desservie par des trains TER Bourgogne.
Trois routes départementales traversent la commune : la RD 970, la RD 996 et la RD 313. Mervans est à 28 km de Chalon-su-Saône, à 35 km de Lons-le-Saunier, à 87 km de Mâcon.

### Géologie et relief
Géologiquement il y a dans cette commune des formations sédimentaires du Pliocène. L'altitude varie de 183 mètres à 214 mètres.

### Hydrographie
Trois ruisseaux passent dans la commune : le ruisseau Briant, le ruisseau le Colombier et le ruisseau la Florence qui sont des affluents de la rivière la Guyotte, elle-même affluent du Doubs. Il y a également des étangs.

### Climat
Pour des articles plus généraux, voir Climat de la Bourgogne-Franche-Comté et Climat de Saône-et-Loire.
En 2010, le climat de la commune est de type climat océanique dégradé des plaines du Centre et du Nord, selon une étude du Centre national de la recherche scientifique s'appuyant sur une série de données couvrant la période 1971-2000. En 2020, Météo-France publie une typologie des climats de la France métropolitaine dans laquelle la commune est exposée à un climat semi-continental et est dans la région climatique Bourgogne, vallée de la Saône, caractérisée par un bon ensoleillement (1 900 h/an), un été chaud (18,5 °C), un air sec au printemps et en été et des vents faibles.
Pour la période 1971-2000, la température annuelle moyenne est de 11,1 °C, avec une amplitude thermique annuelle de 17,7 °C. Le cumul annuel moyen de précipitations est de 913 mm, avec 11,6 jours de précipitations en janvier et 7,9 jours en juillet. Pour la période 1991-2020, la température moyenne annuelle observée sur la station météorologique de Météo-France la plus proche, « Bragny sur Saône », sur la commune de Bragny-sur-Saône à 17 km à vol d'oiseau, est de 12,3 °C et le cumul annuel moyen de précipitations est de 845,9 mm. 
La température maximale relevée sur cette station est de 40,3 °C, atteinte le 24 juillet 2019 ; la température minimale est de −12,9 °C, atteinte le 5 février 2012,,.
Les paramètres climatiques de la commune ont été estimés pour le milieu du siècle (2041-2070) selon différents scénarios d'émission de gaz à effet de serre à partir des nouvelles projections climatiques de référence DRIAS-2020. Ils sont consultables sur un site dédié publié par Météo-France en novembre 2022.

## Urbanisme

### Typologie
Au 1er janvier 2024, Mervans est catégorisée bourg rural, selon la nouvelle grille communale de densité à sept niveaux définie par l'Insee en 2022.
Elle est située hors unité urbaine. Par ailleurs la commune fait partie de l'aire d'attraction de Chalon-sur-Saône, dont elle est une commune de la couronne,. Cette aire, qui regroupe 109 communes, est catégorisée dans les aires de 50 000 à moins de 200 000 habitants,.

### Occupation des sols
L'occupation des sols de la commune, telle qu'elle ressort de la base de données européenne d’occupation biophysique des sols Corine Land Cover (CLC), est marquée par l'importance des territoires agricoles (87,5 % en 2018), en diminution par rapport à 1990 (88,9 %). La répartition détaillée en 2018 est la suivante : terres arables (37,5 %), zones agricoles hétérogènes (26,5 %), prairies (23,5 %), forêts (7,8 %), zones urbanisées (4,2 %), milieux à végétation arbustive et/ou herbacée (0,5 %). L'évolution de l’occupation des sols de la commune et de ses infrastructures peut être observée sur les différentes représentations cartographiques du territoire : la carte de Cassini (XVIIIe siècle), la carte d'état-major (1820-1866) et les cartes ou photos aériennes de l'IGN pour la période actuelle (1950 à aujourd'hui).

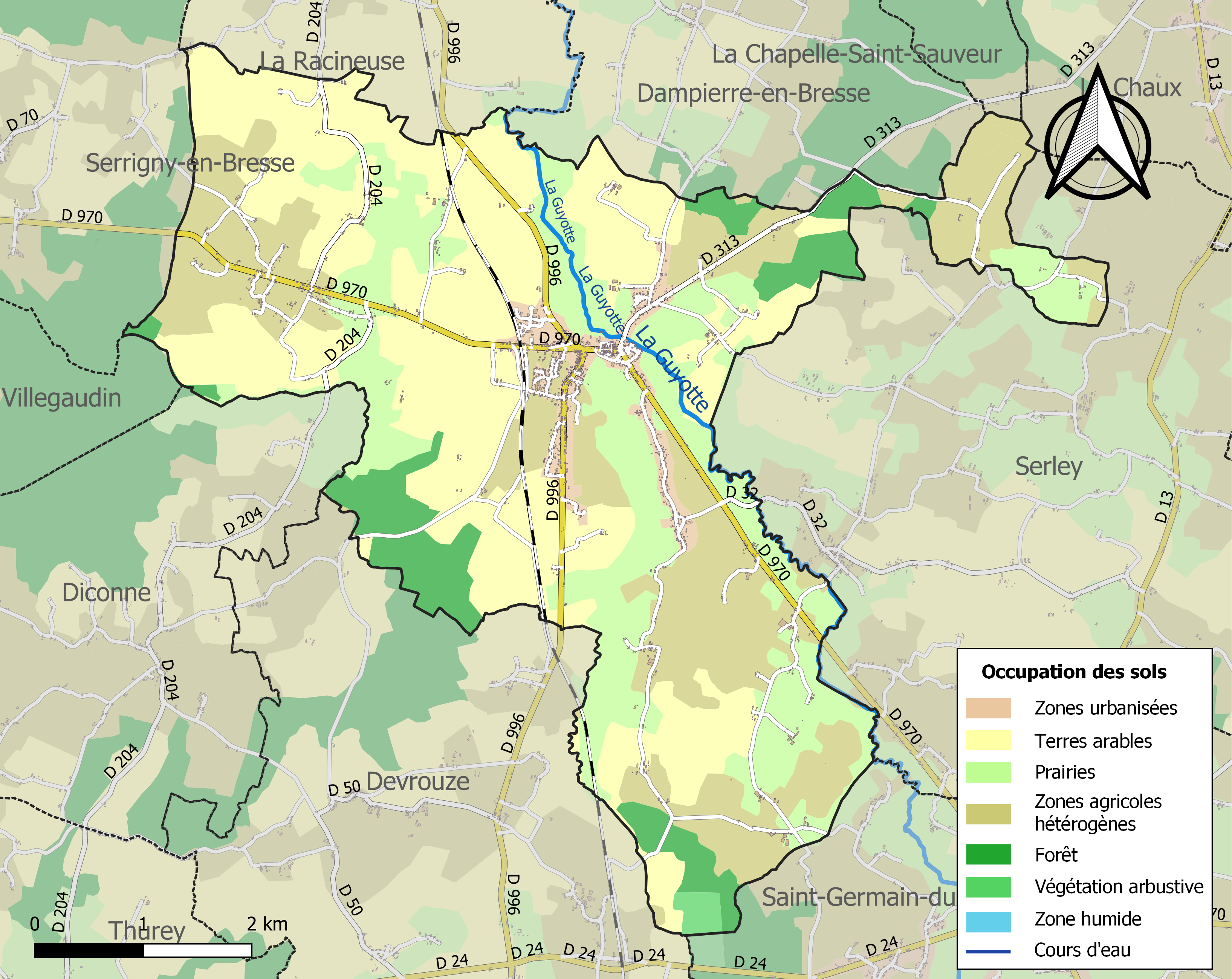
Carte des infrastructures et de l'occupation des sols de la commune en 2018 (CLC).

## Histoire

### L'hôpital de Mervans
Pierre de Saint-Jacob pense qu'il existait une léproserie à Mervans dans la première moitié du XVIIe siècle.

### Héraldique
Blasonnement : De gueules à l'aigle d'or armée et membrée d'azur.

## Politique et administration

### Tendances politiques et résultats

#### Élections présidentielles
Le village de Mervans place en tête à l'issue du premier tour de l'élection présidentielle française de 2017, Marine Le Pen (RN) avec 29,62 % des suffrages. Mais lors du second tour, Emmanuel Macron (LaREM) est en tête avec 54,60 %.

#### Élections législatives
Le village de Mervans faisant partie de la quatrième circonscription de Saône-et-Loire, place lors du 1er tour des élections législatives françaises de 2017, Cécile Untermaier (PS) avec 28,80 % ainsi que lors du second tour avec 59,35 % des suffrages.
Lors du 1er tour des élections législatives françaises de 2022, Cécile Untermaier (PS), députée sortante, arrive en tête avec 40,12 % des suffrages comme lors du second tour, avec cette fois-ci, 56,43 % des suffrages.

#### Élections régionales
Le village de Mervans place la liste « Pour la Bourgogne et la Franche-Comté » menée par Gilles Platret (LR) en tête, dès le 1er tour des élections régionales de 2021 en Bourgogne-Franche-Comté, avec 35,03 % des suffrages. Lors du second tour, les habitants décideront de placer la liste de « Notre Région Par Cœur » menée par Marie-Guite Dufay, présidente sortante (PS) en tête, avec cette fois-ci, près de 38,75 % des suffrages. Devant les autres listes menées par Gilles Platret (LR) en seconde position avec 36,04 %, Julien Odoul (RN), troisième avec 19,78 % et en dernière position celle de Denis Thuriot (LaREM) avec 5,42 %. Il est important de souligner une abstention record lors de ces élections qui n'ont pas épargné le village de Mervans avec lors du premier tour 64,23 % d'abstention et au second, 61,17 %.

#### Élections départementales
Le village de Mervans faisant partie du canton de Pierre-de-Bresse place le binôme de Aline Gruet (DVD) et Sébastien Jacquard (DVD), en tête, dès le 1er tour des élections départementales de 2021 en Saône-et-Loire avec 50,85 % des suffrages. Lors du second tour, les habitants décideront de placer de nouveau le binôme de Aline Gruet (DVD) et Sébastien Jacquard (DVD), en tête, avec cette fois-ci, près de 76,32 % des suffrages. Devant l'autre binôme menée par Ghislaine Fraisse (RN) et Bertrand Rouffiange (DVD) qui obtient 23,68 %. Il est important de souligner une abstention record lors de ces élections qui n'ont pas épargné le village de Mervans avec lors du premier tour 62,65 % d'abstention et au second, 61,07 %.

### Liste des maires de Mervans
| Période                                  | Période   | Identité        | Étiquette | Qualité                                               |
| ---------------------------------------- | --------- | --------------- | --------- | ----------------------------------------------------- |
| vers 1878                                |           | Denis Gacon     |           |                                                       |
| juin 1995                                | mars 2014 | Jean-Luc Vernay | PS        | Conseiller général du canton de Saint-Germain-du-Bois |
| mars 2014                                | En cours  | Jean-Luc Naltet | DVG       | Représentant de commerce                              |
| Les données manquantes sont à compléter. |           |                 |           |                                                       |

### Canton et intercommunalité
La commune de Mervans est l'une des 33 communes appartenant au canton de Pierre-de-Bresse.
Mervans appartient à la communauté de communes  Bresse Revermont 71 qui existe depuis le 1er janvier 2014 et résulte de la fusion des anciennes communautés de communes du canton de Saint-Germain-du-Bois et du canton de Pierre de Bresse.

### Santé

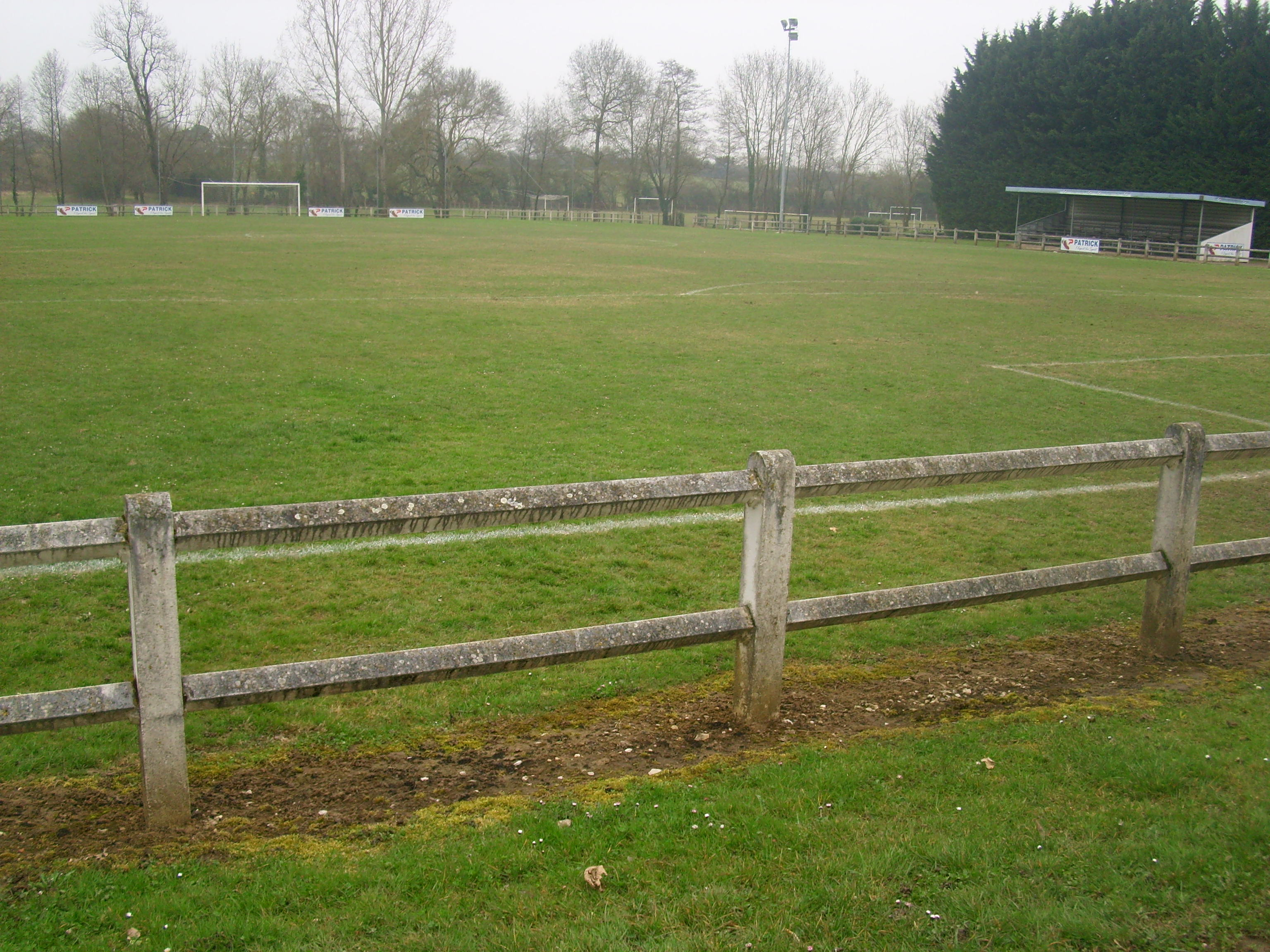
Stade de Mervans.

## Population et société

### Démographie

#### Évolution démographique
L'évolution du nombre d'habitants est connue à travers les recensements de la population effectués dans la commune depuis 1793. Pour les communes de moins de 10 000 habitants, une enquête de recensement portant sur toute la population est réalisée tous les cinq ans, les populations de référence des années intermédiaires étant quant à elles estimées par interpolation ou extrapolation. Pour la commune, le premier recensement exhaustif entrant dans le cadre du nouveau dispositif a été réalisé en 2004.

En 2022, la commune comptait 1 488 habitants, en stagnation par rapport à 2016 (Saône-et-Loire : −1,06 %, France hors Mayotte : +2,11 %).
| 1793  | 1800  | 1806  | 1821  | 1831  | 1836  | 1841  | 1846  | 1851  |
| ----- | ----- | ----- | ----- | ----- | ----- | ----- | ----- | ----- |
| 1 792 | 1 559 | 1 617 | 1 998 | 2 118 | 2 002 | 2 140 | 2 068 | 1 971 |

| 1856  | 1861  | 1866  | 1872  | 1876  | 1881  | 1886  | 1891  | 1896  |
| ----- | ----- | ----- | ----- | ----- | ----- | ----- | ----- | ----- |
| 1 832 | 1 832 | 1 880 | 1 800 | 1 835 | 1 891 | 1 886 | 1 961 | 1 925 |

| 1901  | 1906  | 1911  | 1921  | 1926  | 1931  | 1936  | 1946  | 1954  |
| ----- | ----- | ----- | ----- | ----- | ----- | ----- | ----- | ----- |
| 1 904 | 1 940 | 1 945 | 1 824 | 1 887 | 1 815 | 1 783 | 1 777 | 1 683 |

| 1962  | 1968  | 1975  | 1982  | 1990  | 1999  | 2004  | 2006  | 2009  |
| ----- | ----- | ----- | ----- | ----- | ----- | ----- | ----- | ----- |
| 1 608 | 1 598 | 1 593 | 1 285 | 1 231 | 1 169 | 1 298 | 1 331 | 1 365 |

| 2014  | 2019  | 2022  | - | - | - | - | - | - |
| ----- | ----- | ----- | - | - | - | - | - | - |
| 1 470 | 1 505 | 1 488 | - | - | - | - | - | - |

### Sports
Il y a un club de football nommé le « Club Sportif Mervans » (CS Mervans).

### Cultes
Mervans est rattachée à la paroisse de la Sainte-Trinité-en-Bresse, créée en 2000, qui compte 23 bourgs (et dont le siège se trouve à Saint-Germain-du-Bois).

## Culture locale et patrimoine

### Lieux et monuments
Sont à voir à Mervans :
- L'église Saint-Maurice (XIVe siècle), remarquable par son « clocher tors » qui fut restauré en 1894[27] ;
- la maison des arcades (XVIe siècle).

### Personnalités liées à la commune
Parmi les personnalités attachées à l'histoire de Mervans figure :
- Pierre de Saint Jacob (1906-1960), historien.